# هانس يورغن بريس

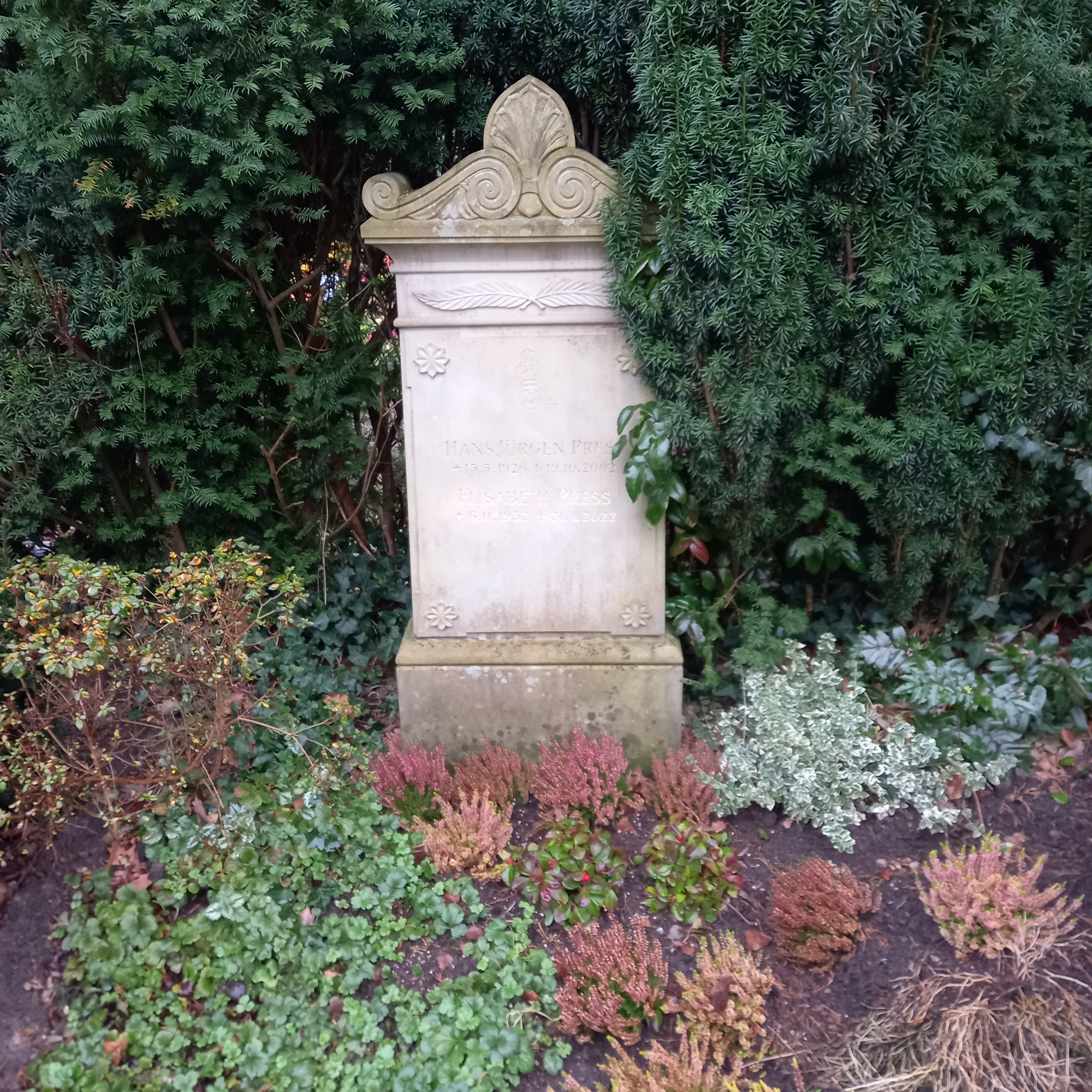
الاستيلاء على هانز يورجن برس

هانس يورغن بريس (بالألمانية: Hans Jürgen Press) (و. 1926 – 2001 م) هو كاتب، ورسام توضيحي، وكاتب للأطفال ألماني، توفي في هامبورغ، عن عمر يناهز 75 عاماً.